# Convenção de Londres (1861)
A Convenção de Londres foi um tratado assinado pela França, Espanha e Reino Unido em 31 de outubro de 1861. O objetivo do tratado era chegar a um acordo sobre um curso de ação para obter o pagamento de empréstimos do México.:552  Embora isso fosse contrário ao princípio fundamental da Doutrina Monroe (não intervenção europeia nas Américas), os Estados Unidos não estavam em posição de oferecer muita oposição, pois estavam imersos em sua própria guerra civil.
Isso levou os três países a enviarem uma expedição ao México para buscar o pagamento integral de sua dívida. Após os franceses fazerem exigências agressivas e desarrazoadas ao governo mexicano, a Espanha e a Grã-Bretanha, percebendo a intenção da França de transformar o México em um Estado fantoche, retiraram suas tropas do México e rapidamente assinaram tratados com o México, permitindo-lhes o controle indefinido sobre o pagamento da dívida. A luta resultante é conhecida como intervenção francesa no México pelo exército do Segundo Império Francês, também conhecida como Caso Maximiliano e Guerra Franco-Mexicana.:553